# Викрадення Росією творів мистецтва під час вторгнення в Україну

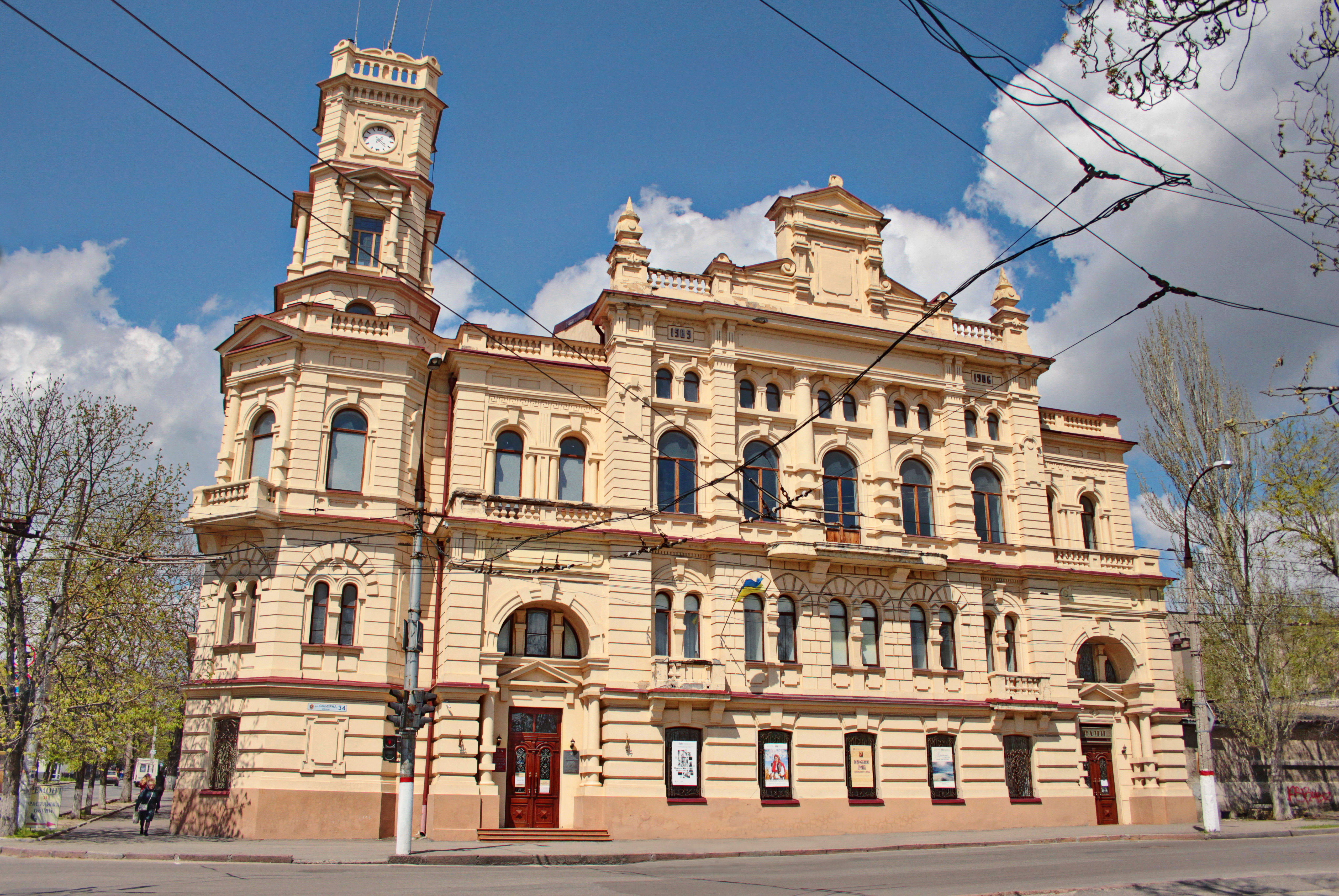
Херсонський художній музей, який був розграбований російськими окупаційними військами та російськими мистецтвознавцями

Під час повномасштабного російського вторгнення в Україну (з 24 лютого 2022 року), російські війська викрали та вивезли десятки тисяч творів мистецтва з України, починаючи від сучасного мистецтва і закінчуючи стародавнім скіфським золотом. Росіяни також знищили сотні культурних об'єктів та пам'яток. Пограбування відбувалося організовано — в деяких випадках у ньому брали участь російські мистецтвознавці, які вказували російським солдатам, які саме твори слід викрасти. Тільки в Маріуполі росіяни викрали понад 2000 творів мистецтва з трьох головних музеїв міста після того, як російські війська окупували місто після тримісячної облоги у травні 2022 року. У Херсонській області, незадовго до відходу з Херсона та правого берегу Херсонського району на північ від Дніпра, росіяни знищили повністю або частково, понад двохсот українських культурних пам'яток та викрали близько десяті тисяч творів мистецтва з музеїв міста та різних колекцій. Інші джерела оцінюють кількість викрадених творів мистецтва лише з Херсона у 15 000.
Після окупації Мелітополя російські війська викрали золотий шолом IV століття часів Скіфського царства, який, за попередніми оцінками, коштує мільйони. Російські солдати намагалися змусити директорку місцевого музею розкрити місцезнаходження іншого скіфського золотого артефакту, який вона заховала незадовго до того, як російська армія окупувала місто. Вони погрожували їй зброєю, а згодом і викрали її, коли вона відмовилася співпрацювати. Її допитали, але зрештою дозволили виїхати з території, що знаходиться під контролем російських окупаційних військ.
Мародерство та викрадення, яке здійснили російські окупаційні війська, порівнюють із розграбуванням, здійсненим нацистською Німеччиною, і називають «найбільшим колективним пограбуванням мистецтва з часів розграбування нацистами Європи у Другій світовій війні».
На сайті Головного порталу про спонсорів та співучасників агресії викладена інформація про підтверджені частки культурної спадщини, що боли викрадені російськими загарбниками.

## Інші посилання
- Збереження мистецтва України
- «Як і зґвалтування та руйнування електростанцій, культура — це ще одна зброя війни для Росії»

1. 1 2 3  Gettleman, Jeffrey; Mykolyshyn, Oleksandra (14 січня 2023). As Russians Steal Ukraine's Art, They Attack Its Identity, Too. New York Times.
2. ↑  Solomon, Tessa (2 травня 2022). Russian Forces Looted More Than 2,000 Artworks from Mariupol's Museums, City Council Says. ARTnews.
3. 1 2  Jerusalem Post Staff (5 грудня 2022). Russian forces systematically stealing Ukrainian art, cultural artifacts - report. The Jerusalem Post.
4. 1 2 3  Bushard, Brian (14 січня 2023). These Are Some Of The Most Famous Ukrainian Works Of Art Looted By Russia. Forbes.
5. ↑  Mullins, Charlotte (27 травня 2022). 'Ukraine's heritage is under direct attack': why Russia is looting the country's museums.
6. ↑  Викрадена спадщина. War & Sanctions (укр.). Процитовано 5 травня 2025.